# Polylepion
Polylepion là một chi cá biển thuộc họ Cá bàng chài. Những loài trong chi này có phạm vi phân bố tập trung chủ yếu ở Thái Bình Dương, và chúng sống ở độ sâu khá lớn (trên 100 m).

## Từ nguyên
Từ định danh của chi, polylepion, trong tiếng Hy Lạp có nghĩa là "nhiều vảy", hàm ý đề cập đến số lượng lớn vảy đường bên ở ở cả hai loài trong chi này.

## Mô tả
Hai loài trong chi này có chung đặc điểm là có màu màu đỏ hồng với các vệt sọc vàng. Cá con có một đốm đen viền trắng nổi bật ở gốc trên của vây đuôi; ở cá thể trưởng thành, đốm này có màu đỏ thẫm và mờ dần theo tuổi.

## Các loài
Có 2 loài được công nhận là hợp lệ trong chi này, bao gồm:
- Polylepion cruentum Gomon, 1977
- Polylepion russelli (Gomon & Randall, 1975)